# عصر ريجان
عهد ريجان أو عصر ريغان هو فترة من التاريخ الأمريكي الحديث استخدمها المؤرخون والمراقبون السياسيون للتأكيد على أن «ثورة ريجان» المحافظة بقيادة الرئيس رونالد ريجان في السياسة الداخلية والخارجية كان لها تأثير دائم. إنه يتداخل مع ما يسميه العلماء السياسيون نظام الحزب السادس. تشمل تعاريف عهد ريجان عالمياً الثمانينيات، في حين أن التعاريف الأكثر شمولاً قد تشمل أيضًا أواخر السبعينيات والتسعينيات والألفينيات (العقد) وحتى 2010. في كتابه لعام 2008 ، عصر ريجان: تاريخ، 1974-2008 ، يقول المؤرخ والصحافي شون ويلنتز أن ريغان سيطر على هذا الجزء من التاريخ الأمريكي بنفس الطريقة التي سيطر بها فرانكلين دي روزفلت ميراث الصفقة الجديدة على العقود الأربعة التالية ذلك.
شمل عهد ريغان أفكارًا وشخصيات تتجاوز ريغان نفسه ؛ عادة ما يتم وصفه كقائد لحركة محافظة ذات قاعدة عريضة تهيمن أفكارها على صنع السياسة الوطنية في مجالات مثل الضرائب والرفاهية والدفاع والقضاء الفيدرالي والحرب الباردة. تشمل الشخصيات والمنظمات المحافظة الرئيسية الأخرى في عهد ريغان جيري فالويل ، وفيليس شلافلي ، ونيوت غينغريتش، ومؤسسة التراث. أصدرت محكمة رينكويست، التي افتتحت خلال رئاسة ريغان، العديد من القرارات المحافظة. يتزامن عصر ريجان مع رئاسة ريجان، وفي تعاريف أكثر شمولاً، رئاسات جيرالد فورد وجيمي كارتر وجورج هـ. بوش وبيل كلينتون وجورج دبليو بوش وباراك أوباما. يأس الليبراليون عمومًا حقبة ريغان، بينما يمتدح المحافظون عمومًا ويطالبون بمواصلتها في القرن الحادي والعشرين.
عند توليها المنصب، طبقت إدارة ريغان سياسة اقتصادية قائمة على نظرية اقتصاديات جانب العرض. تم تخفيض الضرائب من خلال إقرار قانون ضريبة الانتعاش الاقتصادي لعام 1981 ، في حين خفضت الإدارة أيضا الإنفاق المحلي وزادت الإنفاق العسكري. دفع العجز المتزايد إلى إقرار الزيادات الضريبية خلال إدارتي جورج بوش الأب وكلينتون، لكن تم تخفيض الضرائب مرة أخرى مع إقرار قانون المصالحة الاقتصادية وتخفيف الضرائب لعام 2001. وخلال رئاسة كلينتون، فاز الجمهوريون في إقرار المسؤولية الشخصية والعمل قانون الفرص، وهو مشروع قانون وضع عدة قيود جديدة على من يتلقون المساعدة الفيدرالية.
خلال الحملة الانتخابية للترشيح الديمقراطي في عام 2008 ، فسر باراك أوباما كيف غير ريجان مسار الأمة:
أعتقد أن رونالد ريجان غير مسار أمريكا بطريقة لم يقم بها ريتشارد نيكسون وبطريقة لم يفعلها بيل كلينتون. لقد وضعنا على طريق مختلف اختلافًا جذريًا لأن البلد كان مستعدًا لذلك. أعتقد أنهم شعروا وكأنهم مع كل تجاوزات الستينيات والسبعينيات، ونمت الحكومة ونمت، لكن لم يكن هناك شعور كبير بالمساءلة فيما يتعلق بكيفية عملها. أعتقد أن الناس ... استغل ما شعر به الناس بالفعل، وهو ما نريده الوضوح، نريد التفاؤل، نريد عودة إلى هذا الإحساس بالديناميكية وريادة الأعمال التي كانت مفقودة.

## تواريخ
يحدد معظم المؤرخين بداية تلك الحقبة في العام 1980، عند انتخاب ريغان رئيسًا، وعادة ما يدرسون عقد السبعينيات بحثًا عن جذور عصر ريغان. فعلى سبيل المثال، يستقصي كولمان (2010) عدة مسائل من سبعينيات القرن الماضي نجَم عنها تدهورُ  الثقة في الحلول الليبرالية: كصعود اليمين الديني، وردة الفعل المناهضة للحركات الاجتماعية للمثليين، والنسوية وتعديل الحقوق المتساوية، وردود فعل الحركات الشعبية ضد ممارسة الفصل العنصري (بنقل التلاميذ بالحافلات) الذي أمر به القضاة الفيدراليون، والهزيمة في فيتنام، وانهيار حقبة الانفراج الدولي، والمخاوف من القوة السوفيتية، والتحديات التي فرضها استيراد السيارات والمنسوجات، والاستغناء عن الصناعة في نطاق الصدأ، وارتفاع نسبة التضخم، والركود التضخمي، وأزمة الطاقة، إضافة إلى الإذلال الذي لحق بالأمة نتيجة لأزمة رهائن إيران، والشعور بالضيق مع تساؤل الأمة فيما إذا قد ولّت أيام مجدها. يتتبع كولمان سيرورة العملية التي تساقطت فيها البدائل السياسية الواحدة تلو الأخرى، تاركةً ريغان في المقدمة.
في الغالب يُستخدم مصطلح «عصر ريغان» للإشارة إلى الولايات المتحدة خلال فترة رئاسة ريغان فقط، ولكن المصطلح اتخذ كذلك معنى أوسع شمِلَ فترات أخرى. وغالبًا ما يُنظَر إلى فترات رئاسة جورج بوش الأب (1989-1993)، ورئاسة كلينتون (1993-2001)، ورئاسة جورج دبليو بوش (2001-2009) بوصفها امتدادًا لعصر ريغان. بالإضافة إلى ذلك، يضمّ إليها المؤرخ ويلنيتس حقبة رئاسة فورد (1974-1977) ورئاسة كارتر (1977-1981).
عادةً ما تُؤرّخ نقطة نهاية حقبة ريغان عند انتخاب السياسي الديمقراطي باراك أوباما في العام 2008. في حين أن الانتخابات النصفية للأعوام 2010 و2014 قد أرخت بظلال الشك على نقطة النهاية الحقيقية لعصر ريغان، إذ حقق الجمهوريون المحافظون انتصارين كبيرين في الكونغرس ولاحقًا في مجلس الشيوخ. بالرغم من ذلك، مثّلت السياسات الجذرية التي اتخذتها إدارة أوباما انفصالًا واضحًا عن القضايا الاجتماعية لعصر ريغان، فقد راح الأمريكيون يُبدون دعمًا أكبر للمسائل الاجتماعية، كزواج المثليين وتقنين الماريجوانا. أثار فوز الرئيس دونالد ترامب في انتخابات العام 2016 النقاش بخصوص اعتبار فوزه دلالةً على استمرار عهد ريغان أم أنه يمثل نقلة نوعية في السياسة الأمريكية. يرى أستاذ العلوم السياسية ستيفن سكورونيك أن انتخاب ترامب يُثبت استمرارية عهد ريغان. كما يعقد سكورونيك مقارنةً بين أوباما والرؤساء السابقين، مثل وودرو ويلسون، وريتشارد نيكسون، الذين حكموا في فتراتٍ لم يشكّل حزبهم فيها سوى الأقلية على المستوى الفيدرالي. وفي المقابل، تعتبر جوليا أزاري بأن انتخاب ترامب يُشير إلى نهاية عصر ريغان وبداية دورة جديدة في السياسة.

## صعوده السياسي
يتتبع ويلنيتس نقطة بداية عصر ريغان إلى فضيحة ووترغيت التي أنهت رئاسة ريتشارد نيكسون ومهدت الطريق أمام رئيس جمهوري جديد. بالإضافة إلى فضيحة ووترغيت، أدى اغتيال جون إف كينيدي، وحرب فيتنام، وسوء الظروف الاقتصادية إلى انصراف عام على مستوى واسع النطاق عن القادة السياسيين في منتصف عقد السبعينيات. أفضت حركة الانتقال الجماعية للسكان من المدن إلى الضواحي إلى ظهور مجموعة جديدة من الناخبين ذاتِ ارتباطِ أقلّ بالسياسات الاقتصادية لبرامج الصفقة الجديدة والآلة السياسية. نجحَ ريغان وغيره من المحافظين بطرح أفكارهم المحافظة بوصفها بديلًا للجمهور الذي أصيب بخيبة أمل من ليبرالية الصفقة الجديدة.
ساعدت جاذبية ريغان الشخصية ومهاراته الخطابية على تقديم السياسات المحافظة باعتبارها رؤية متفائلة وتطلّعية للبلاد. نافَس ريغان خليفةَ نيكسون، الرئيس في المنصب جيرالد فورد، خلال الانتخابات التمهيدية الرئاسية للجمهوريين للعام 1976. هزم فورد ريغان وحظي بالترشيح الرئاسي في المؤتمر الوطني الجمهوري للعام 1976، لكنه خسر في الانتخابات العامة أمام المرشح الديمقراطي، جيمي كارتر.
خلال فترة رئاسته، نفّرت سياسات كارتر العديد من الذين صوتوا لصالحه في العام 1976، ومن بينهم الكثيرون في حزبه. خلال الانتخابات التمهيدية للحزب الديمقراطي للعام 1980، انتصرَ كارتر أمام تحدٍّ قوي من اليسار تمثّل في السناتور إدوارد كينيدي، الذي اصطرع مع كارتر بخصوص إنشاء نظام تأمين صحي وطني. علاوة على ذلك، أفضى أداء كارتر والحزب الديمقراطي ككل إلى نفور شريحة أخرى من الناخبين، في حين راحت الحركة المحافظة تبني عنفوانها شيئًا فشيئًا. أدت حالة ضعف الاقتصاد الدائمة إلى مشاعر الإحباط بشأن الضرائب، وبدأ الناخبون يتجاوبون بشكل متزايد مع الذين ينادون بتدخلات حكومية أقل.
كما ظهرت ردود أفعال سلبية على برامج التمييز الإيجابي، فقد زعم بعض البيض أن البرامج تُظهر تمييزًا عكسيًا. فاز الرئيس كارتر بأغلبية الناخبين الإنجيليين البروتستانت في العام 1976، لكن رئاسته لقيت معارضة شديدة من اليمين المسيحي الذي اتّسم بطابع سياسي بصورة متزايدة. تأثر العديد من الناخبين المتدينين بالحملات العامة لزعماء مثل جيري فالويل مؤسس منظمة الأغلبية الأخلاقية، وفيليس شلافلي، الذين عارضوا المصادقة على تعديل الحقوق المتساوية. وظهرت منظمة محافظة أخرى مهمة، وهي مؤسسة هيريتيج، على صورة مجمع تفكير محافظ ذي أهمية عالية، اضطلع بتطوير السياسات المحافظة والدعوة إليها.
بدعم من غالبية الحركة المحافظة، هزم ريغان جورج بوش الأب، المفضّل لدى المؤسسة الحكومية، وعضو الكونغرس المعتدل جون بي أندرسون، وغيرهم في الانتخابات التمهيدية للجمهوريين للعام 1980. وبغية ضمان وحدة الحزب، عين ريغان بوش نائبًا له في المؤتمر الوطني الجمهوري للعام 1980، بالرغم من وصف بوش اقتصادَ الموارد الجانبية الذي تبنّاه ريغان بأنه «سياسة اقتصاد الفودو». استقطب ريغان قاعدة أنصاره من خلال إدارة حملته الانتخابية بناءً على مواقفه المحافظة، في حين هدفت حملة كارتر إلى تصوير ريغان بوصفه متطرفًا خطيرًا. ساعد تحسن حالة الاقتصاد كارتر في التقدّم على ريغان في استطلاعات الرأي في أكتوبر، ولكن ريغان أحرز فوزًا ساحقًا في مناظرة عُقدت في 28 أكتوبر. في يوم الانتخابات، فاز ريغان بأغلبية ضئيلة في التصويت الشعبي، لكنه فاز في تصويت المجمع الانتخابي بهامش كبير، إذ حصد أصوات 44 ولاية. في انتخابات الكونغرس المنعقدة في نفس الوقت، فاز الجمهوريون بعدة مقاعد في الكونغرس وهيمنوا على مجلس الشيوخ لأول مرة منذ خمسينيات القرن العشرين.

## رئاسة ريغان
عند توليه منصب الرئاسة، ذكر ريغان بأن الولايات المتحدة تواجه أزمة خطيرة، وأن أفضل الأساليب للتعامل مع تلك الأزمة تتأتى عبر الإصلاحات المحافظة. تمثلت أولويات سياسته الرئيسية في زيادة الإنفاق العسكري، وخفض الضرائب، وتقليل الإنفاق الفيدرالي غير العسكري، وتقييد الأنظمة الفيدرالية. ارتأى ريغان أن تخفيض دور الحكومة يؤدي إلى زيادة النمو الاقتصادي، وهو ما يؤدي بدوره إلى رفع نسبة الإيرادات التي يمكنها المساعدة في سداد الدين الوطني. بالتعاون مع النائب في الكونغرس جاك كيمب، قدمت إدارة ريغان مشروع قانون تخفيض ضريبي رئيسي حصل على دعم نسبة كافية من الجمهوريين والديمقراطيين المحافظين ليُصادَق على القانون في كلّ من الكونغرس ومجلس الشيوخ. في أغسطس من العام 1981، وقع ريغان على قانون ضريبة الانتعاش الاقتصادي للعام 1981، الذي حدد تخفيضًا بنسبة 27% من ضريبة الدخل الفيدرالية الشاملة على مدار ثلاث سنوات، بالإضافة إلى مشروع قانون منفرد يتعلّق بخفض الإنفاق الفيدرالي، وخصوصًا على برامج مكافحة الفقر.